# Hip Hop Andaluz
El hip hop andaluz o rap andaluz, es una manifestación cultural única dentro de la música urbana en España, que combina las raíces y tradiciones de Andalucía con los elementos esenciales del hip hop como el rap, el breakdance, el graffiti y el DJing. Desde sus humildes comienzos en los años 80 hasta su consolidación como un referente nacional e internacional, el hip hop andaluz ha evolucionado reflejando la identidad y las luchas de su tierra.

## Cronología

### Orígenes y Contexto (Años 80)
El hip hop llegó a Andalucía en la década de 1980, en plena efervescencia de la transición democrática en España. Influenciado por el movimiento que surgía en Nueva York, comenzó a resonar entre los jóvenes de las ciudades andaluzas. Sevilla, Málaga y Granada se convirtieron en núcleos donde se adoptaron y adaptaron los cuatro pilares del hip hop: el rap como medio de expresión oral, el breakdance como danza de resistencia, el graffiti como arte visual y el DJing como acompañamiento musical.
La llegada de esta cultura coincidió con un contexto de desafíos socioeconómicos en la región. En barrios obreros y comunidades marginadas, los jóvenes encontraron en el hip hop una forma de canalizar sus inquietudes y expresar sus aspiraciones. Las plazas y parques se transformaron en escenarios improvisados donde nacieron los primeros grupos y colectivos.

### Desarrollo y Consolidación (Años 90)
Durante los años 90, el hip hop andaluz comenzó a estructurarse como un movimiento más definido. Grupos como KB Posse, originarios de Sevilla, se posicionaron como pioneros, sentando las bases para una escena local que combinaba la influencia estadounidense con la idiosincrasia andaluza.
Esta etapa también estuvo marcada por la fusión del rap con géneros autóctonos como el flamenco, lo que dio lugar a un sonido distintivo que capturaba la esencia de Andalucía. Artistas como Haze, el grupo La Alta Escuela y La Mala Rodríguez comenzaron a explorar estas mezclas, abordando temáticas sociales que conectaban con las experiencias de los jóvenes.
Paralelamente, surgieron eventos y batallas de breakdance y freestyle que consolidaron la comunidad hip hop en Andalucía. Festivales locales comenzaron a incluir a artistas urbanos en sus programas, proporcionando una plataforma para la difusión de este movimiento.

### Expansión y Diversificación (2000-2010)
La llegada del nuevo milenio marcó un período de diversificación y crecimiento para el hip hop andaluz. La expansión del acceso a internet permitió la autoproducción y difusión de música, haciendo posible que nuevos talentos emergieran sin la necesidad de grandes discográficas.
Artistas como La Mala Rodríguez, Toteking, Shotta o Juaninacka. que ganó reconocimiento internacional, y grupos como SFDK, Dogma Crew o Hablando en Plata consolidaron su lugar en la escena nacional. Estas figuras llevaron el hip hop andaluz más allá de las fronteras de la región, obteniendo atención en todo el país y en el extranjero.
También en 2005, hicieron el documental Sevilla City, donde varios raperos como SFDK, ToteKing o Juaninacka muestra los adentros de la escena musical del Hip-Hop en la ciudad, con entrevistas a los protagonistas, conciertos en directo, el videoclip de la canción "Una mirada a mi alrededor" de Juaninacka y mostrando el día a día de estos artistas.
El uso de elementos de flamenco se hizo más prominente en este período, con artistas como Haze incorporando guitarras flamencas y cantes tradicionales en sus producciones. Esto ayudó a posicionar el hip hop andaluz como un subgénero único dentro del panorama español.

### Consolidación y Reconocimiento (2010-2020)
En esta década, el rap andaluz alcanzó una madurez artística y una mayor visibilidad mediática. Artistas como Delaossa, Foyone, Ayax y Prok, destacaron por su profundidad lírica y su compromiso con temáticas sociales. Su estilo, que combina introspección y crítica social, les ganó un lugar destacado en la nueva ola del rap español.
Mientras tanto, grupos como SFDK siguieron produciendo música de calidad, reafirmando su relevancia en el panorama musical. El flamenco continuó siendo una fuente de inspiración, con colaboraciones entre artistas de rap y músicos flamencos que enriquecieron el género, como por ejemplo SFDK con Juanito Makandé, O'Funkillo o Medina Azahara, Toteking con Chico Ocaña o El Canijo de Jerez, Mala Rodríguez con Raimundo Amador, e incluso Haze con La Húngara, Los Chichos, Maka, La Cebolla, entre otros.

### Actualidad y Nuevas Tendencias (2020-presente)
En la actualidad, el hip hop andaluz sigue evolucionando, adaptándose a las nuevas corrientes y explorando fusiones con géneros como el trap, el reguetón y la música electrónica. Figuras como Yung Beef o Easy-S han llevado la música urbana andaluza a nuevas audiencias internacionales. Su estilo crudo y experimental refleja una evolución hacia sonidos más contemporáneos.
Artistas como Dellafuente han creado un puente entre el flamenco y el rap, consolidando un estilo híbrido que trasciende géneros.

## Filmografía
- Ponce, J.J. "Sevilla City". 2006.[19]
- José Melero Daza "Al sur del rap". 2024[20]